# Achille Falcone
Pour les articles homonymes, voir Falcone (homonymie).
Achille Falcone (né à Cosenza vers 1570 – mort à Cosenza le 9 novembre 1600) est un compositeur italien.

## Biographie
Il existe peu d'informations biographiques sur Falcone. On ne sait pas où il a étudié; on sait qu'il a été admis à la prestigieuse Accademia Cosentina (it) à un très jeune âge et a été nommé maître de chapelle à Caltagirone. Ne subsistent que très peu de ses compositions; dans celles-ci, par exemple dans une messe pour cinq chœurs, on trouve l'utilisation d'une technique polyphonique extrêmement complexe. Giuseppe Baini l'a placé parmi les plus grands musiciens de la Renaissance.
Falcone est connu pour son duel musical avec Sebastián Raval, qui a eu lieu à Palerme en 1600. Les adversaires devaient improviser un madrigal à cinq voix contenant cinq fugues. L'arbitre Nicolas Toscano a attribué la victoire à Falcone; entre autres choses, Raval avait tenté de remplacer cette improvisation par une autre composition basée sur le même thème qu'il avait composée plus tôt. Raval a demandé une nouvelle confrontation dans un nouveau concours qui comprendrait la composition de deux madrigaux à trois et six voix et d'un motet à sept voix renfermant un canon. Raval aurait intercepté et falsifié les compositions de Falcone avant qu'elles ne soient parvenues aux juges. À l'issue de cette deuxième confrontation, Raval a remporté le concours. Comme dans l'intervalle, Achille Falcone était décédé, pour défendre l'honneur musical de son fils, son père Antonio a publié les morceaux ayant servi au concours dans un volume dans lequel figurent également les compositions d'Achille Falcone.

## Compositions
- Antonio Falcone (a cura di), Alli signori musici di Roma madrigali a 5 voci di Achille Falcone musico et academico cusentino maestro di cappella di Caltagirone, con alcune opere fatte all'improviso à competenza, con Seb. Ravalle frà cappellano di Malta... con una narratione come veramente il fatto seguisse, Venise, Giacomo Vincenti, 1603
- Madrigali, mottetti e ricercari : madrigali a cinque voci, con alcune opere fatte all'improviso a competenza con Sebastian Raval, maestro della Cappella reale di Sicilia, con una narrazione come veramente il fatto seguisse, Venise: Giacomo Vincenzi (1603). Édition moderne de Massimo Privitera ; avec les canons énigmatiques résolus de Giovanni Doro, Florence : L. S. Olschki, 2000,  (ISBN 88-222-4838-4)
- Madrigale per tenore e basso continuo dans la collation de Pietro Maria Marsolo Secondo libro de madrigali a quattro voci, opera decima, Venise, Giacomo Vincenti, 1614; publication en édition moderne dans: Lorenzo Gennaro Bianconi, Musiche rinascimentali siciliane, Vol. IV, Rome: De Santis, 1973.